# Toxomerus saphiridiceps
Toxomerus saphiridiceps är en tvåvingeart som först beskrevs av Jacques-Marie-Frangile Bigot 1884.  Toxomerus saphiridiceps ingår i släktet Toxomerus och familjen blomflugor. Inga underarter finns listade i Catalogue of Life.